# Indiara
Indiara är en kommun i Brasilien.   Den ligger i delstaten Goiás, i den centrala delen av landet, 270 km sydväst om huvudstaden Brasília. Antalet invånare är 13 703.
Omgivningarna runt Indiara är en mosaik av jordbruksmark och naturlig växtlighet. Runt Indiara är det mycket glesbefolkat, med 7 invånare per kvadratkilometer.